# Manolo Valdés

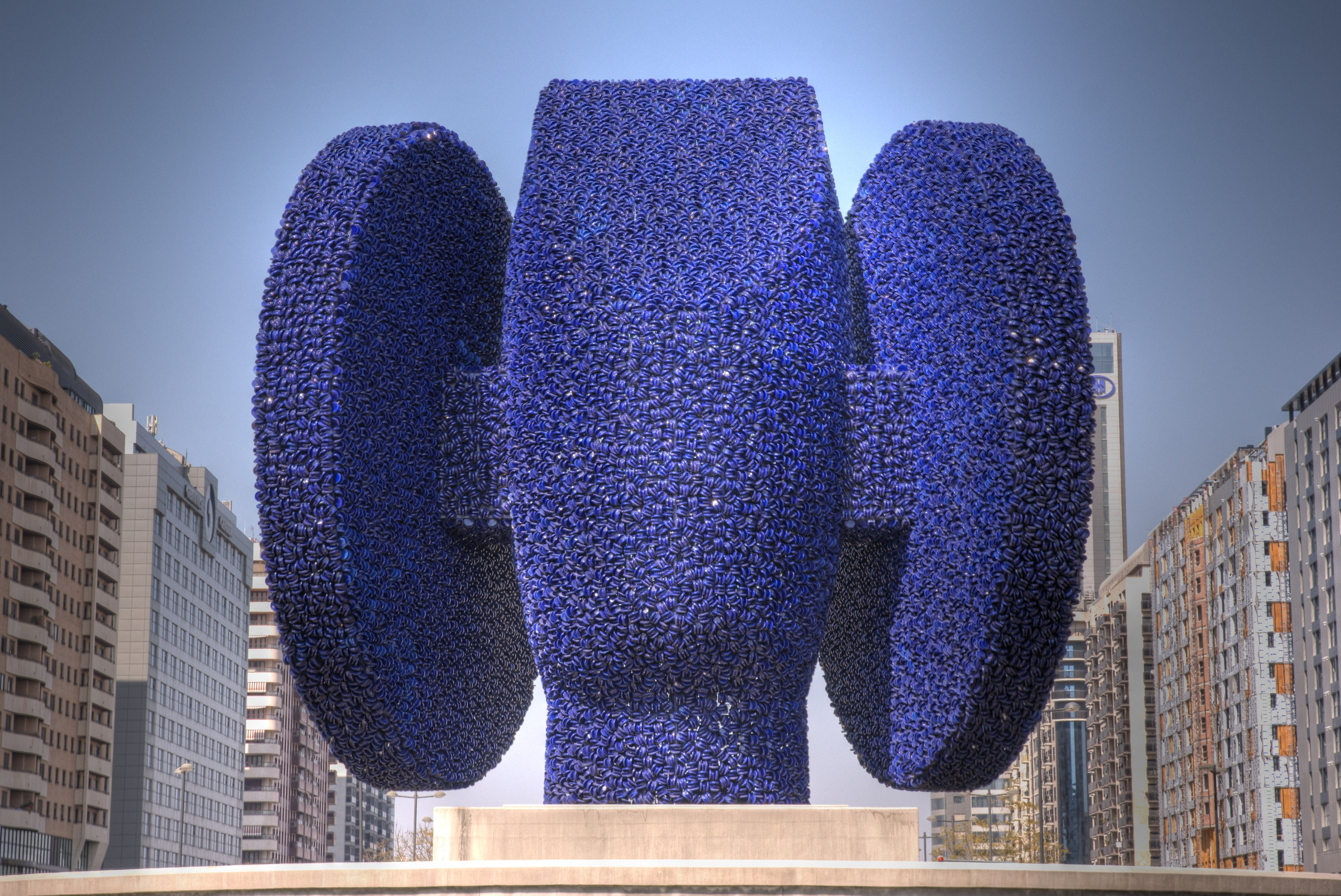
La Dama Ibérica i Valencia

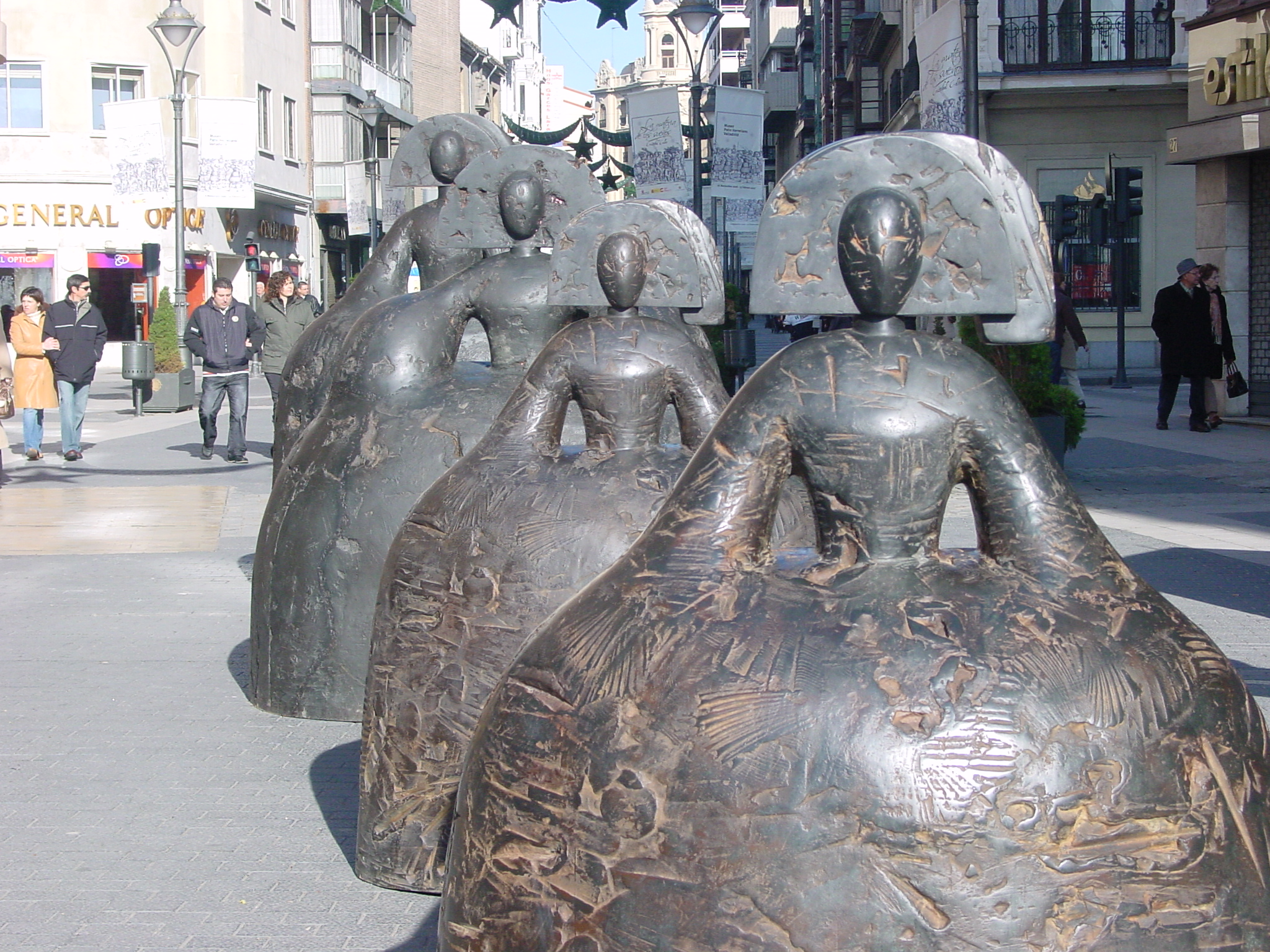
Skulptur i Valladolid 2006

Manolo Valdés Blasco, född 8 mars 1942 i Valencia, är en spansk målare och skulptör.
Manolo Valdés utbildade sig på Escuela de Bellas Artes de San Carlos i Valencia 1957–58. År 1964 grundade han tillsammans med Juan Antonio Toledo och Rafael Solbes konstnärsgruppen Equipo Cronica, som utvecklade en spansk variant av popkonst och som var verksam till 1981.

## Offentliga verk i urval
- La Dama Ibérica, keramik och stål, 2007, Valencia
- Reina Mariana, brons, 2006, Les Terrasses du Casino, Monte Carlo, Monaco
- Los Asturcones, brons, 2005, Oviedo, Spain
- La Exorcista, brons, 2005, Bilbao, Spanien
- Ariadna III, brons, 2005, Collection Becker, Baierbrunn, Tyskland
- La Dama de Elche, brons, 2004, Miquel Hernández-universitetet, Elche, Spanien
- La Dama de Murcia, brons, 2004, Murcia, Spanien
- Cabeza, brons, 2003, Biarritz, Frankrike
- La Dama del Manzanares, brons, 2003, Parque Lineal del Manzanares, Madrid, Spanien
- Las Damas de Barajas, brons, 2003, flygplatsen Barajas, Madrid, Spanien
- Reina Mariana, brons, 2000, Ceutí i Murcia, och Universidad de Valencia, Valencia, Spanien
- Infanta Margarita, brons, 2000,  Alcobendas, Madrid, Spain

## Fotogalleri

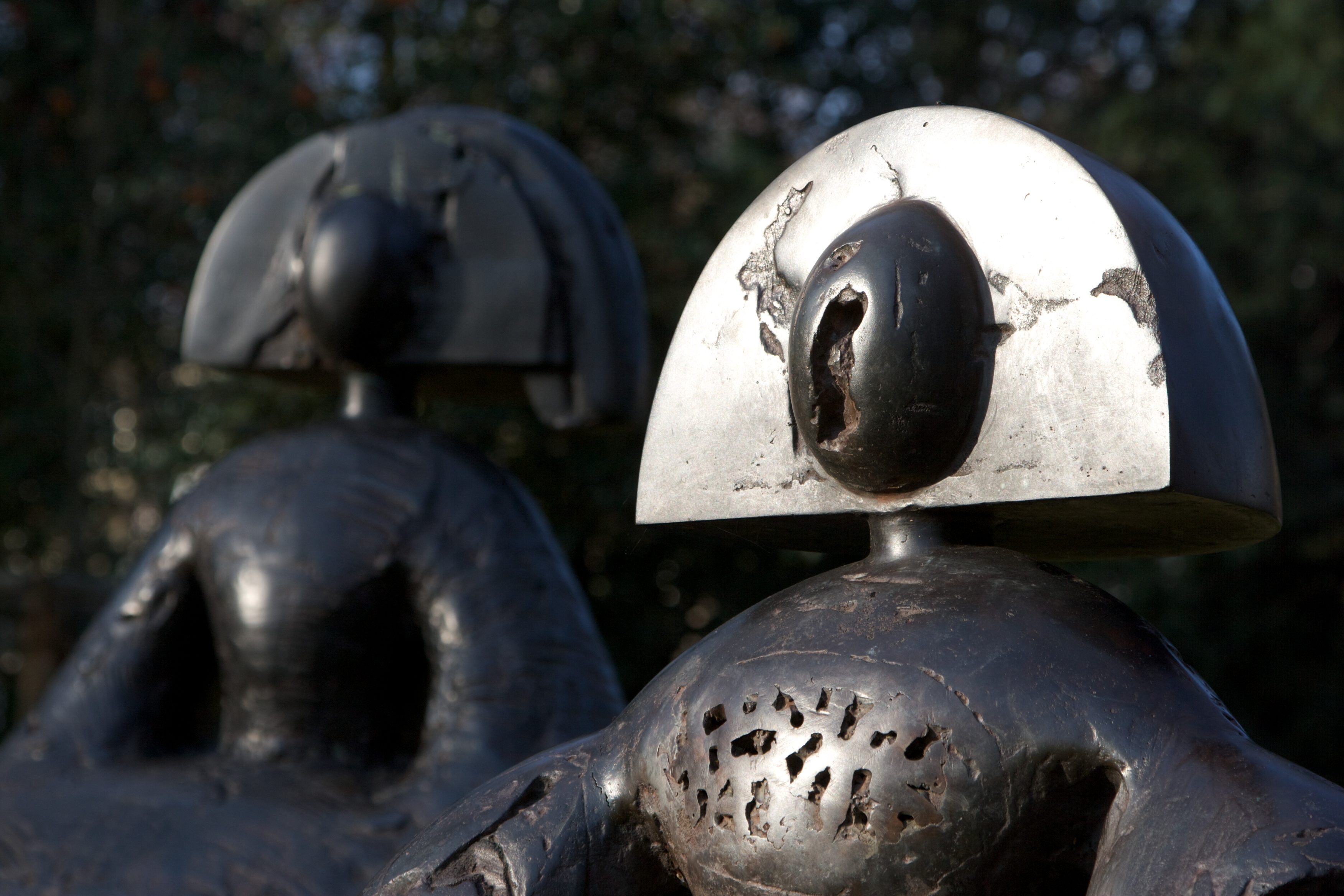
Detalj av Las Meninas i Hofgarten i Düsseldorf
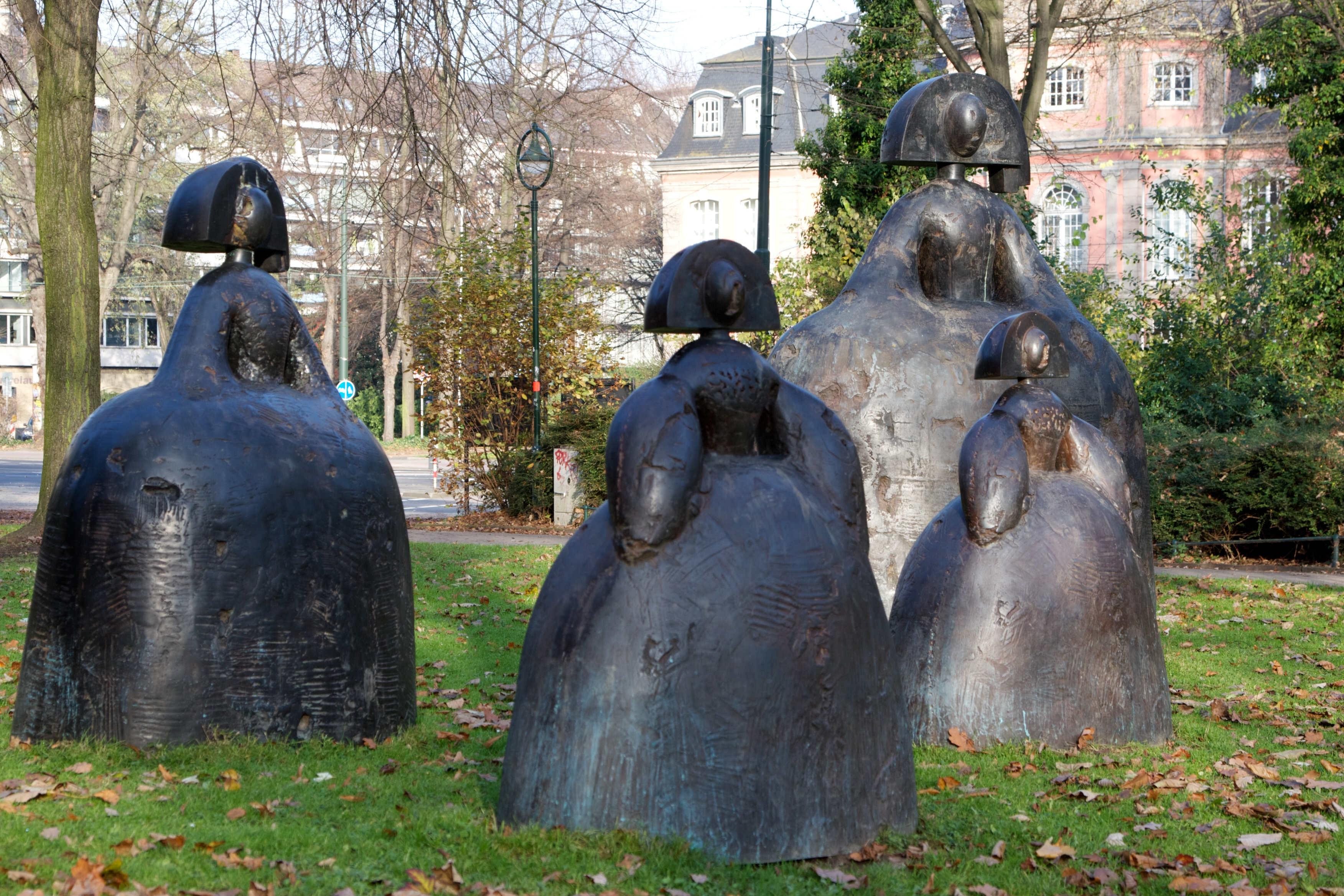
Las Meninas
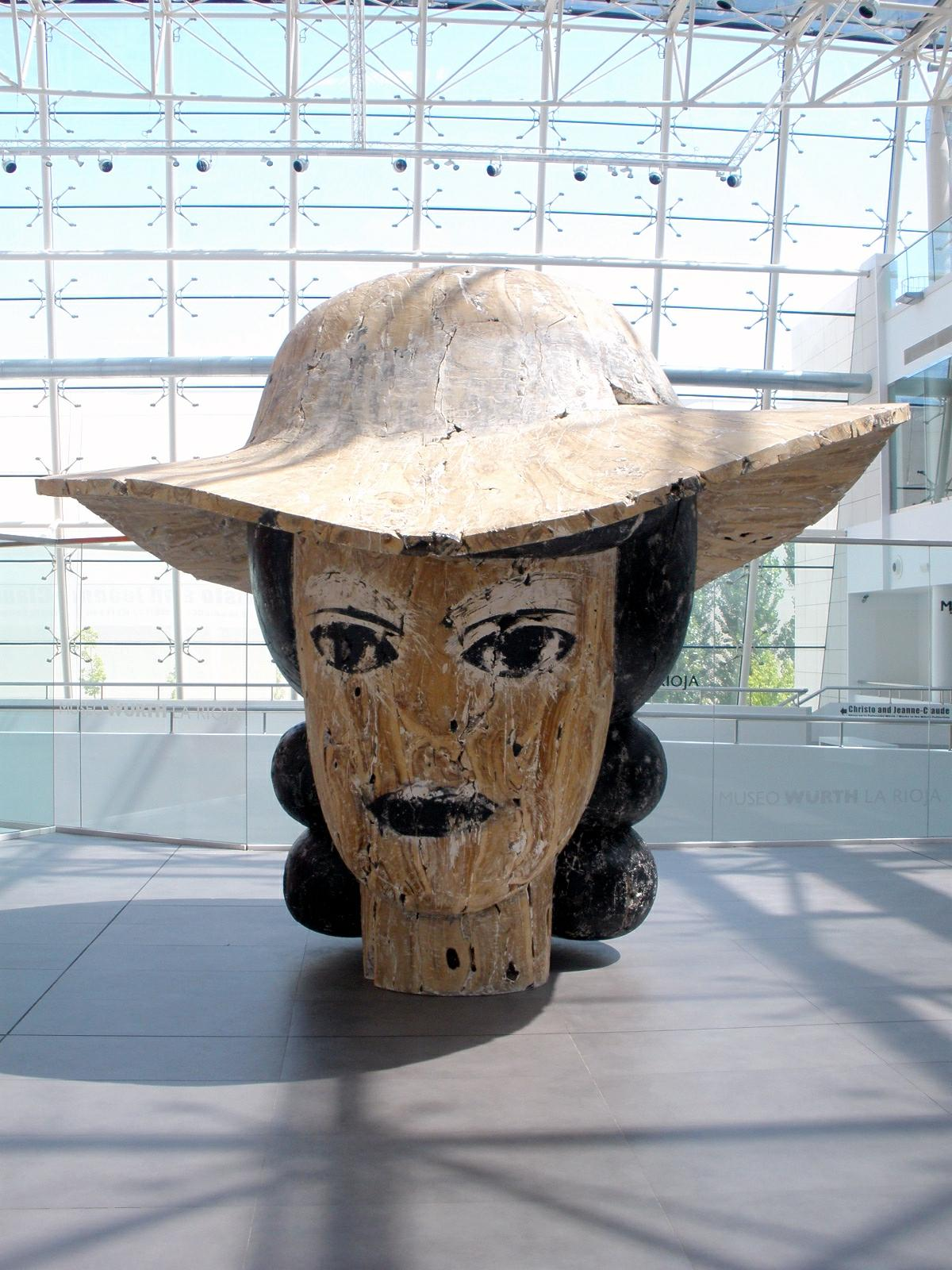
Lillie (2006) en la colección del Museo Würth La Rioja